# Es ist das Heil uns kommen her
Es ist das Heil uns kommen her (BWV 9) is een religieuze cantate gecomponeerd door Johann Sebastian Bach.

## Programma
De cantate werd geschreven in Leipzig voor de zesde zondag na Trinitatis, vermoedelijk in 1732 en behoort tot de vijfde cantatejaargang.

## Tekst
1. Openingskoor
2. Recitatief (bas): Gott gab uns ein Gesetz"
3. Aria (tenor): "Wir waren schon zu tief gesunken"
4. Recitatief: "Doch mußte das Gesetz erfüllet werden"
5. Aria (duet voor sopraan en alt): "Herr, du siehst statt guter Werke"
6. Recitatief (bas): "Wenn wir die Sünd aus dem Gesetz erkennen"
7. Koraal: "Ob sichs anließ, als wollt er nicht"

## Muzikale bezetting
De cantate is geschreven voor fluit, hobo d'amore, strijkers (violen, viola's (altviolen) en basso continuo), zangsolisten en koor. De cantate bestaat uit zeven delen en is grotendeels geschreven in E-groot.

## Toelichting
In het openingskoor zingen de sopranen de koraalmelodie in lange noten, en zingen de andere zangstemmen (alto, tenor en bas) elk een contrapunt-melodie. Afsluitend het laatste couplet van het gebruikte koraal wordt gezongen door het hele koor.
De cantate is gebaseerd op een koraal geschreven door Paul Speratus.Johannes Brahms schreef in 1864 een motet met dezelfde naam gebaseerd op dezelfde tekst.